# 1984年サラエボオリンピックのカナダ選手団
1984年サラエボオリンピックのカナダ国選手団（1984ねんサラエボオリンピックのカナダせんしゅだん）は、1984年2月8日から2月19日まで、ユーゴスラビア（現・ボスニア・ヘルツェゴビナ）のサラエボで開催された1984年サラエボオリンピックのカナダ選手団、およびその競技結果。

## 概要
今大会は金メダル2個、銀メダル1個、銅メダル1個の合計4個のメダルを獲得した。
スピードスケートでは、ゲータン・ブシェが男子1000mと男子1500mの2冠を達成し、男子500mでも銅メダルとなるなどして、3つのメダルを獲得した。

## メダル
| メダル | 選手名               | 競技               | 種目         |
| ------ | -------------------- | ------------------ | ------------ |
| 金     | ゲータン・ブシェ     | スピードスケート   | 男子1000m    |
| 金     | ゲータン・ブシェ     | スピードスケート   | 男子1500m    |
| 銀     | ブライアン・オーサー | フィギュアスケート | 男子シングル |
| 銅     | ゲータン・ブシェ     | スピードスケート   | 男子500m     |